# Megastethodon boviei
Megastethodon boviei är en insektsart som beskrevs av Victor Lallemand 1922. Megastethodon boviei ingår i släktet Megastethodon och familjen spottstritar. Inga underarter finns listade i Catalogue of Life.